# Laureate International Universities
Laureate International Universities (acrônimo LIU) é uma rede global de instituições acadêmicas privadas, criada em 1998 e sediada em Baltimore, Maryland, nos Estados Unidos.
Reúne 80 instituições de educação, dentre universidades, faculdades, centros universitários, institutos, academias, escolas e ensino online localizadas em cerca de 25 países, principalmente na América Latina, Estados Unidos, Sudeste Asiático, Europa Ocidental, China, Austrália e Oriente Médio com cerca de 470 mil estudantes e mais de 50 mil colaboradores.
Suas instituições associadas oferecem centenas de cursos focados em graduação, mestrado, e doutorado em áreas como arquitetura, arte, negócios, artes culinárias, design, educação, engenharia, ciências da saúde, gestão de hospitalidade, tecnologia da informação, direito e medicina.
O Brasil lidera o grupo em números de participação, com 12 instituições integrantes, seguido da Espanha com oito instituições e do Chile com seis instituições.

## Programas de Intercâmbio
As instituições pertencentes a rede Laureate International Universities oferecem diferentes programas de intercâmbio nas áreas de Arquitetura, Arte e Design, Gestão de Negócios, Comunicação, Educação, Engenharia e Tecnologia da Informação, Gestão em Hospitalidade, Direito e estudos Jurídicos, Medicina e Ciências da Saúde.  Grande parte desses programas possuem como publico alvo estudantes de graduação tradicional, sendo poucos os que se destinam a graduação executiva.  Muitas das instituições pertencentes à rede são reconhecidas como lideres em sua respectiva área de atuação.

### Arquitetura, Arte e Design
Santa Fe University of Art and Design, NewSchool of Architecture and Design, a Pearl Academy of Fashion, Media Design School, Domus Academy, Nuova Accademia di Belle Arti Milano, Universidade Anhembi Morumbi, e Universidad del Valle de Mexico todas elas oferecem uma variedade de programas na área de Arte, Arquitetura, Moda e design.
A Domus Academy foi classificada BusinessWeek como uma das melhores escolas de design do mundo.
A Media Design School foi um grande destaque ao ocupar o quarto lugar do  YoungGuns top 10 Melhores escolas de publicidade do mundo.

### Gestão de Negócios
Business School São Paulo, École Supérieure du Commerce Extérieur, Universidade Salvador, IEDE Escuela de Negocios, Business and Information Technology School, e CEDEPE Business School oferecem cursos de Gestão de Negócios, inclusive Gestão de Negócios Internacionais através da rede.
A Business School São Paulo’s M.B.A. foi rankeada em 1º lugar no Brasil e 2º na América Latina pela International Employers. A América Economia a reconheceu como uma das 3 melhores escolas de negócios de São Paulo.
A École Supérieure du Commerce Extérieur (ESCE) foi reconhecida como uma das 10 melhores instituições privadas de Negócios Internacionais na frança.
O MBA da UNIFACS foi reconhecido por nove anos consecutivos como um dos melhores do Brasil. O curso de Direito é o único na região que é recomendado pela Organização Nacional dos Advogados do Brasil.

## Instituições
Está é a lista das instituições pertencentes a rede Laureate International Universities  bem como um mapa que mostra os países onde a rede opera atualmente.

### América Latina

#### Brasil
- Centro Universitário das Faculdades Metropolitanas Unidas (FMU)
- Centro Universitário Ritter dos Reis (UNIRitter)
- Escola de Negócios de São Paulo (BSSP)
- Faculdade de Desenvolvimento do Rio Grande do Sul (FADERGS)
- Faculdade dos Guararapes (FG)
- Faculdade Internacional da Paraíba (FPB)
- Instituto Brasileiro de Medicina de Reabilitação (IBMR)
- Universidade Anhembi Morumbi (UAM)
- Universidade Salvador(UNIFACS)
- Faculdade Porto-Alegrense (FAPA)

#### Chile
- Escuela Moderna de Música (EMM)
- Instituto para Desarrollo Ejecutivo en Chile (IEDC)
- Instituto de Educación Americana  Profesional (AIEP)
- Universidad Nacional Andrés Bello  (UNAB)
- Universidad de Las Américas Chile (UDLA)
- Universidade Viña del Mar (UVM)

#### Costa Rica
- Universidad Americana de Costa Rica (UAM)
- Universidad Latina

#### Equador

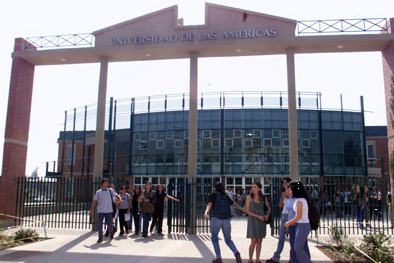
Universidad de Las Américas

- Universidad de las Américas (UDLA)

#### Honduras
- Centro Universitario Tecnológico (CEUTEC)
- Universidad Tecnológica Centroamericana (UNITEC)

#### México
- Universidad del Valle de México (UVM)
- Universidad Tecnológica de México (UNITEC)

#### Panamá
- Universidad Interamericana de Panamá (UIP)
- Universidad Latinoamericana de Ciencia y Tecnología (ULACIT)

#### Peru
- Universitário Centro de Información y Tecnologías (CiberTec)
- Instituto Tecnológico del Norte (ITN)
- Universidad Peruana de Ciencias Aplicadas (UPC)
- Universidad Privada del Norte (UPN)

### Europa

#### Chipre
- European Cyprus University (EUC)

#### França
- European Business School Paris (EBS PARIS)
- Ecole Centrale d'Electronique (ECE)
- École Supérieure de Commerce Extérieur (ESCE)
- Institut Français de Gestion (IFG)

#### Alemanha

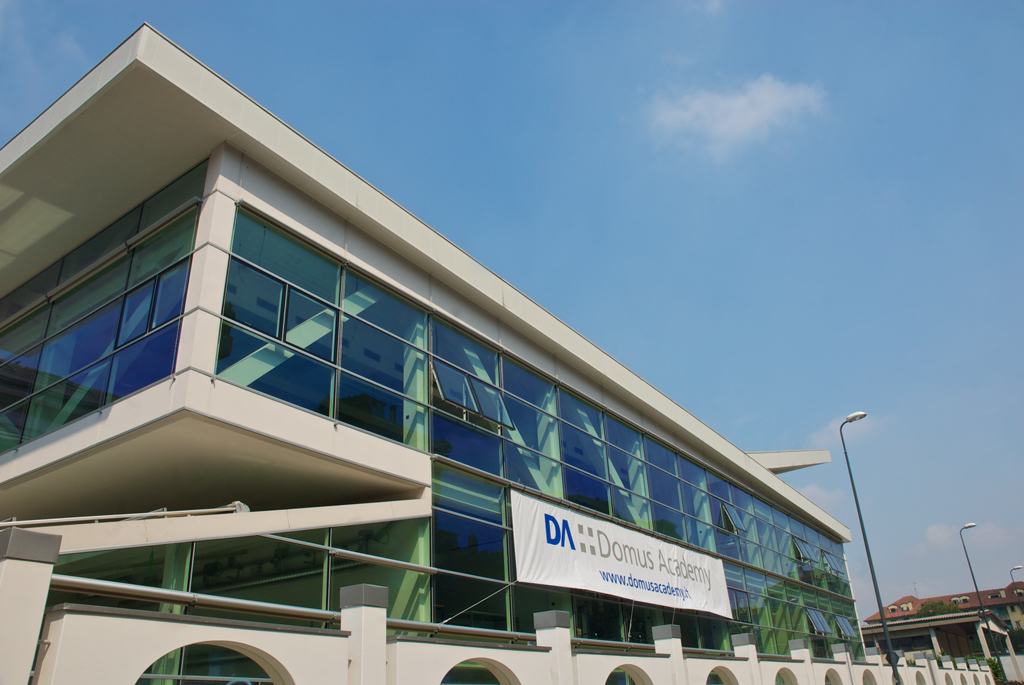
Domus Academy

- Business and Information Technology School(BiTS)
- BTK University Group

#### Itália
- Domus Academy
- Nuova Accademia di Belle Arti Milano

#### Espanha

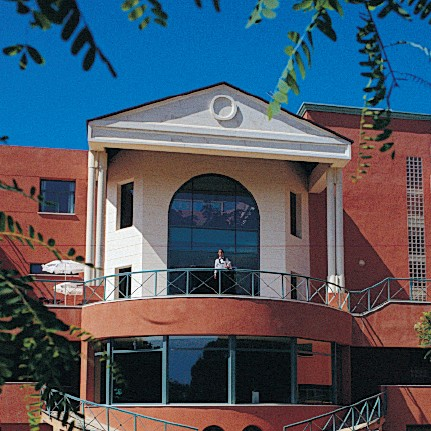
LRG Marbella International School of Hotel Management

- Centro Superior de Edificación, Arquitectura e Ingeniería (PROY3CTA)
- Institute for Executive Development (IEDE)
- LRG Marbella International School of Hotel Management
- Universidad Europea de Madrid (UEM)
- Universidad Europea de Canarias (UEC)
- Universidad Europea Valencia (UEV)
- Universidad Privada del Norte (UPN)
- Real Universidad de Madrid

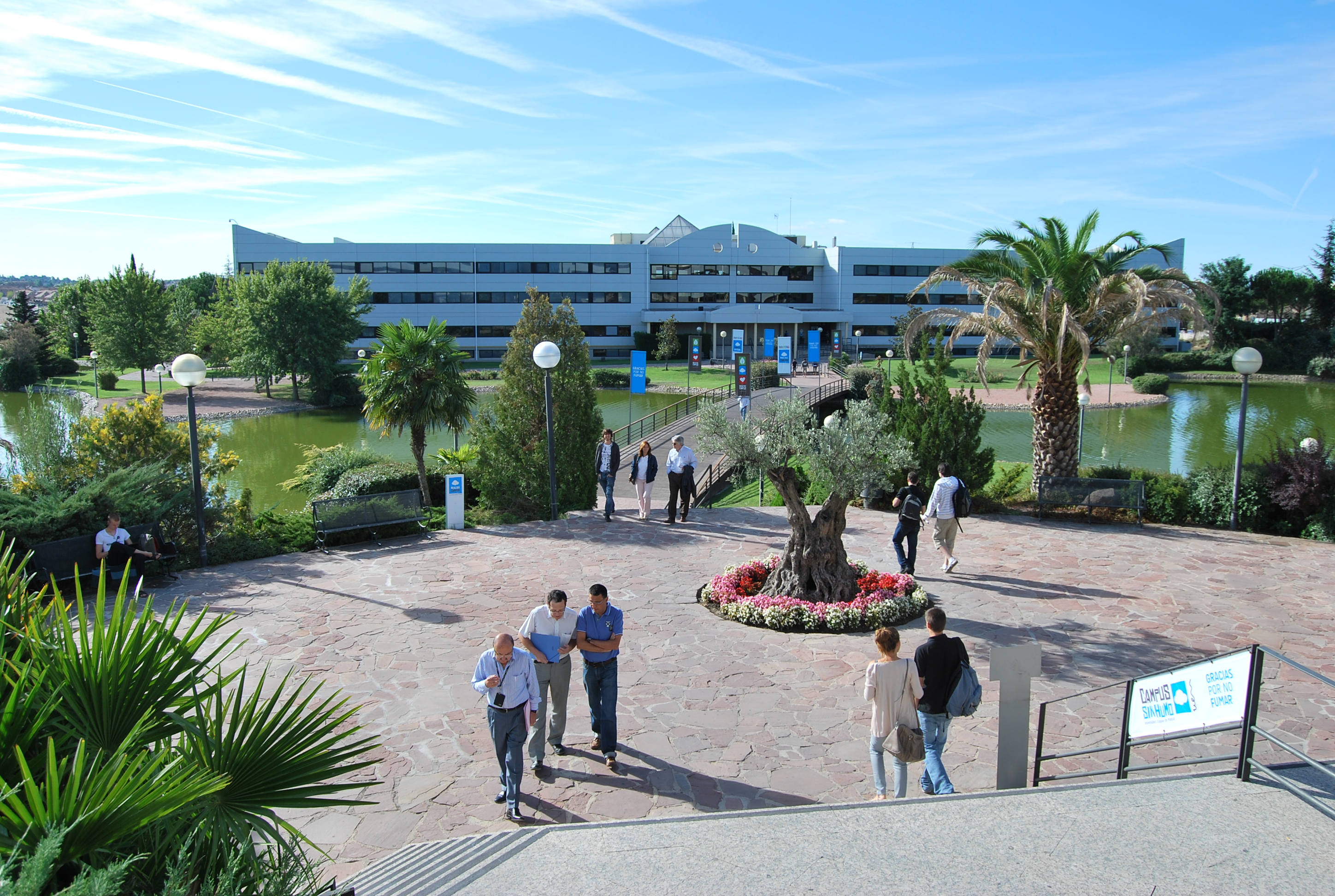
Universidad Europea de Madrid

#### Turquia
- Istanbul Bilgi University

#### Suíça
- Glion Institute of Higher Education (GIHER)
- University of Applied Sciences Les Roches Gruyère (LRGU)
- Les Roches International School of Hotel Management (LRGIS)

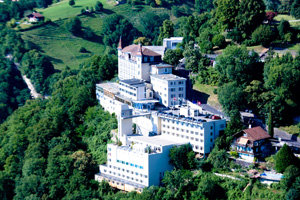
Glion Institute of Higher Education

#### Grã-Bretanha
- University of Liverpool (Online)
- University of Roehampton (Online)

### Oriente Médio e Norte da África

#### Jordânia
- Royal Academy of Culinary Arts (RACA)

#### Marrocos
- Université Internationale de Casablanca (UIC)

#### Arábia Saudita
- Higher Institute for Power and Water Technologies (HIWPT)
- Riyadh Polytechnic Institute (RPI)

### Ásia

#### Austrália
- Blue Mountains International Hotel Management School (BMIHMS)
- Torrens University Australia

#### China
- Hunan International Economics University (HIEU)
- INTI Beijing International Management College
- LRG Jin Jiang International Hotel Management College
- Xian Jiaotong-Liverpool University (XJTLU)

#### Índia
- University of Petroleum and Energy Studies
- Pearl Academy of Fashion

#### Indonésia
- INTI Jakarta International College

#### Japão
- St. Thomas University

#### Malásia
- INTI University

#### Tailândia
- Stamford International University (STIU)

### Estados Unidos
- Kendall College
- National Hispanic University
- NewSchool of Architecture and Design
- Santa Fe University of Art and Design
- Walden University

## Laureate Brasil
Em maio de 2019, a Agência Pública divulgou documentos e denúncias de professores, que apontam atividades irregulares em uma das unidades da Laureate, no Brasil. Segundo a primeira denúncia, os professores eram obrigados a darem aulas em disciplinas que não eram de sua competência, além de mentir para o MEC. Em abril 2020, cinco fontes confirmaram à Agência Pública que as universidades como FMU e Anhembi Morumbi, também no Brasil, usam inteligência artificial (robôs) para corrigirá as provas de educação a distância. Um dos denunciantes disse que vários alunos que tiraram nota dez cometeram plágio.
Em abril de 2020 docentes da rede educacional que controla universidades como FMU e Anhembi Morumbi denunciou o uso de inteligência artificial para correção de textos, até mesmo redações; os professores são orientados a não informar o processo de correção.

### Venda para o Grupo Ânima
Em maio de 2021, o Grupo Ânima confirmou a aquisição de ativos da Laureate Brasil, a transação de R$ 4,4 bilhões inclui todos os ativos do Grupo Laureate, que controla as universidades Anhembi Morumbi e FMU, em São Paulo, o IBMR, no Rio de Janeiro e, no Rio Grande do Sul, a UniRitter (campi zona Sul, Fapa e Iguatemi na capital e campus Canoas) e a Fadergs.  A Ânima superou a oferta da Ser Educacional em R$ 500 milhões e arrematou os ativos da Laureate por R$ 4,423 bilhões. A partir de maio de 2021, a companhia passa a ser o 4º maior player de educação privada do País em número alunos e o 3º em receita líquida, com o portfólio de marcas mais valiosas e um dos principais players de educação continuada na área médica. 